# Cafuringa
Moacir Fernandes, mais conhecido como Cafuringa (Juiz de Fora, 10 de novembro de 1948 — Rio de Janeiro, 25 de julho de 1991), foi um futebolista brasileiro que atuava como ponta-direita, que jogou por vários clubes como Fluminense, Botafogo e Atlético Mineiro, entre outros.

## Carreira
Cafuringa iniciou sua carreira em 1965, no Botafogo, tendo se transferido para o Bangu. Conquistou depois o Campeonato Carioca em 1969, 1971, 1973 e em 1975 como jogador do Fluminense, além do Campeonato Brasileiro de 1970. Durante esse período no Fluminense, ele participou de 77 jogos na Série A do Campeonato Brasileiro após 1971 e mais 35 jogos no período anterior, quando a competição se chamava Torneio Roberto Gomes Pedrosa ou Taça de Prata. Jogou no clube um total de 336 jogos e marcou 26 gols. Em 1976, ele foi transferido para o Atlético Mineiro, onde jogou 19 jogos na Série A, totalizando 36 jogos e apenas 4 gols, mas conquistou a Taça Minas Gerais de 1976. 
Na conquista do título nacional de 1970, Cafuringa foi apontado por Ademir da Guia como um dos três melhores jogadores da competição, em igualdade de condições com Mirandinha e Aladim, ambos do Corinthians.
Depois de defender o Grêmio Maringá, entre 1977 e 1978 Cafuringa voltou ao Fluminense. Em 1979, ele jogou seis jogos pela Série A para a Caldense e em seguida, aderiu ao clube venezuelano Deportivo Táchira, onde se aposentou. 
Ao todo foram 336 jogos pelo Fluminense, com 177 vitórias, 77 empates e 82 derrotas, tendo feito 26 gols. O baixo número de gols marcados se deve à falta de habilidade que Cafuringa possuía em finalizar, apesar de jogar em posição avançada e ser um rápido driblador.
Após a sua aposentadoria, Cafuringa jogou em 1990 na Copa Pelé, que é uma competição para jogadores de futebol aposentados com mais de 35 anos, marcando um gol na final. Cafu, campeão mundial pela Seleção Brasileira principal em 1994 e 2002 ganhou este apelido em sua homenagem.
Seu filho, Rodrigo Tawil Fernandes, também conhecido como Rodrigo Cafu, mestre de Jiu-jitsu e segurança do grupo de pagode Sorriso Maroto, de 43 anos, foi assassinado com 14 tiros quando chegava em casa.

## Títulos
Fluminense
- Campeonato Carioca[8]: 1969, 1971, 1973 e 1975
- Campeonato Brasileiro: 1970
- Torneio Internacional de Verão do Rio de Janeiro: 1973
- Taça Guanabara: 1969, 1971 e 1975